# Wymysorys
O wymysorys (Wymysöryś, lê-se [vɨmɨˈsʲøːrɪɕ] ou [vɨmɨˈɕœ̯ɛrɪɕ]), também conhecido como vilamoviano ou wilamowiceano, é uma língua germânica falada na pequena localidade de Wilamowice (Wymysoj em wymysorys), situada na Silésia e Pequena Polónia, perto Bielsko-Biała. A sua origem parece derivar-se do alemão central do século XII, com uma forte influência do plattdüütsch, neerlandês, frísio, polaco e inglês antigo.
É considerada uma língua em perigo de extinção. Os falantes são cerca de 70 a 100 pessoas, nativos de Wymysorys, todos virtualmente bilíngues, a maioria idosos.

## História
Na origem, Wymysorys parece derivar do alto-alemão médio do século XII, com uma forte influência do baixo-alemão, do neerlandês, polonês, inglês antigo e  Frísio.  Considera-se que os habitantes de Wilamowice são descendentes dos colonos do Reino da Germânia, Flandres e Escócia que chegaram à Polônia durante o século XIII. No entanto, os habitantes de Wilamowice sempre negaram quaisquer conexões com a Alemanha e proclamaram suas origens flamengas (Flandres). Embora relacionado ao alemão, Wymysorys não tem inteligibilidade mútua com o alemão padrão (também é o caso da maioria dos outros dialetos alemães.
Wymysorys foi a língua vernácula de Wilamowice até 1939-1945. No entanto, parece que está em declínio desde o final do século XIX. Em 1880, 92% dos habitantes da cidade falavam Wymysorys (1525 de 1662), em 1890 - apenas 72%, em 1900 - 67%, em 1910 - 73% novamente. Embora Wymysorys tenha sido ensinado em escolas locais (sob o nome de "variedade local de alemão"), desde 1875, a linguagem básica de instrução na maioria das escolas da Austro-Húngaro Galícia (Europa Central) (Áustria-Hungria) era o Polonês. Durante Segunda Guerra Mundial, na Ocupação alemã da Polônia, o Wymysorys foi abertamente promovido pela administração nazista, mas depois da guerra houve a virada de mesa; autoridades comunistas proibiram o uso de Wymysorys em qualquer forma. O bilinguismo generalizado do povo salvou a maioria dos residentes locais de serem expulsos da Polônia durante e depois da Segunda Guerra Mundial e depois serems reassentados  para a Alemanha. Muitos deles pararam de ensinar a seus filhos o idioma ou até mesmo usá-lo diariamente. Embora a proibição tenha acabado eme 1956, o Wymysorys foi gradualmente substituído pelo polonês, especialmente entre a geração mais nova.
Atuando sob proposta da Tymoteusz Król, a Biblioteca do Congresso adicionou a linguagem Wymysorys ao registro de idiomas em 18 de julho de 2007. Também foi registrado na ISO, onde recebeu o código  wym  ISO 639-3. Em um relatório UNESCO de 2009, Wymysorys foi relatado como língua "gravemente ameaçada" e quase extinta.
Wymysorys era o idioma da poesia de Florian Biesik, durante o século XIX.

## Alfabeto
Wymysorys tem sido por séculos principalmente uma língua falada. Foi somente na época de Florian Biesik, o primeiro autor de grandes obras literárias na língua, que surgiu a necessidade de uma versão separada de um alfabeto latino. Biesik escreveu a maioria das obras dele em alfabeto polonês simples, que ele considerou mais adequado para a fonética da língua dele. Recentemente, Józef Gara (1929–2013), outro autor de obras na língua local, criou um alfabeto Wymysorys distinto, consistindo de 34 letras derivadas da escrita latina e principalmente baseadas no polonês também:
| a | ao | b | c | ć | d | e | f | g | h | i | j | k | ł | l | m | n | ń | o | ö | p | q | r | s | ś | t | u | ü | v | w | y | z | ź | ż |
| A | AO | B | C | Ć | D | E | F | G | H | I | J | K | Ł | L | M | N | Ń | O | Ö | P | Q | R | S | Ś | T | U | Ü | V | W | Y | Z | Ź | Ż |

A ortografia de Wymysorys inclui o dígrafo "AO", que é tratado como uma letra separada.

## Exemplos
| Wymysorys | Alemão       | Holandês   | Inglês          | Português  |
| --------- | ------------ | ---------- | --------------- | ---------- |
| ałan      | allein       | alleen     | alone           | sozinho    |
| ana, an   | und          | en         | and             | e          |
| bryk      | Brücke       | brug       | bridge          | ponte      |
| duł       | dumm         | dom        | dull            | aborrecido |
| fuylgia   | hören        | horen      | to hear         | ouvir      |
| ganc      | ganz         | gans       | entirely        | totalmente |
| gyrycht   | Gericht      | gerecht    | court           | tribunal   |
| dyr hymół | Himmel       | hemel      | heaven          | céu        |
| łove      | Liebe        | liefde     | love            | amor       |
| a mikieła | ein bisschen | een beetje | a bit           | um pouco   |
| müter     | Mutter       | moeder     | mother          | mãe        |
| myttółt   | Mitte        | middel     | middle          | meio       |
| nimanda   | niemand      | niemand    | no one (no man) | ninguém    |
| ny        | nein         | nee        | no              | não        |
| ödum      | Atem         | adem       | breath          | fôlego     |
| olifant   | Elefant      | olifant    | elephant        | elefante   |
| öwyt      | Abend        | avond      | evening         | anoitecer  |
| śraeiwa   | schreiben    | schrijven  | to write        | escrever   |
| syster    | Schwester    | zuster     | sister          | irmã       |
| śtaen     | Stein        | steen      | stone           | pedra      |
| trynkia   | trinken      | drinken    | to drink        | beber      |
| uöbroz    | Bild         | beeld      | picture         | imagem     |
| wełt      | Welt         | wereld     | world           | mundo      |
| wynter    | Winter       | winter     | winter          | inverno    |
| zyłwer    | Silber       | zilver     | silver          | prata      |
| zyjwa     | sieben       | zeven      | seven           | sete       |
| sgiöekumt | wilkommen    | welkom     | welcome         | bem-vindo  |

## Textos
Pai Nosso em Wymysorys
Ynzer Foter, dü byst ym hymuł,

Daj noma zuł zajn gywajt;
Daj  Kyngrajch zuł dö kuma;
Daj wyła zuł zajn ym hymuł an uf der aot;
dos ynzer gywynłichys brut gao yns haojt;
an fercaj yns ynzer siułda,
wi wir aoj fercajn y ynzyn siułdigia;
ny łat yns cyn zynda;
zunder kaonst yns reta fum nistgüta.
[Do  Dajs  ej z  Kyngrajch an dy maocht, ans łaowa uf inda.]

Amen
Outro texto
Uma canção de ninar em Wymysorys:
Śłöf maj buwła fest!
Skumma fremdy gest,
Skumma muma ana fettyn,
Z' brennia nysła ana epułn,
```
Śłöf maj Jasiu fest!
```

Português
Durma, meu filho, profundamente!
Convidados estrangeiros estão chegando,
Vozes e tios estão chegando,
Trazendo nozes e maçãs,
Durma, meu Johnny, profundamente!

## Leituras adicionais
- Ludwik Młynek, "Narzecze wilamowickie", Tarnów. 1907: J.Pisz.
- Józef Latosiński, "Monografia miasteczka Wilamowic", Cracóvia, 1909.
- Hermann Mojmir, "Wörterbuch der deutschen Mundart von Wilamowice" (Słownik niemieckiej gwary Wilamowic), Cracóvia, 1930-1936: Polska Akademia Umiejętności.
- Adam Kleczkowski, "Dialekt Wilamowic w zachodniej Galicji. Fonetyka i fleksja". Cracóvia, 1920: Polska Akademia Umiejętności.
- Adam Kleczkowski, "Dialekt Wilamowic w zachodniej Galicji. Składnia", Poznań, 1921: Uniwersytet Poznański.
- Maria Katarzyna Lasatowicz, "Die deutsche Mundart von Wilamowice zwischen 1920 und 1987". Opole, 1992: Wyższa Szkoła Pedagogiczna.
- Tomasz Wicherkiewicz, The Making of a Language: The Case of the Idiom of Wilamowice, Mouton de Gruyter, 2003, ISBN 3-11-017099-X